# 10183 Ampère
A 10183 Ampere (ideiglenes jelöléssel 1996 GV20) a Naprendszer kisbolygóövében található aszteroida. Eric Walter Elst fedezte fel.
Nevét André-Marie Ampère (1775 – 1836) francia fizikus, kémikus, matematikus után kapta.